# پشته‌سر
پشته‌سر (به ترکی آذربایجانی: Peştəsər) یک منطقهٔ مسکونی در جمهوری آذربایجان است که در شهرستان یاردیملی واقع شده‌است. پشته‌سر ۴۵۹ نفر جمعیت دارد. دهستان پشته‌سر شامل روستاهای پشته‌سر و فندق‌لی قشلاق است.